# Coupe de Serbie de football 2022-2023
Navigation
Coupe de Serbie 2021-2022 Coupe de Serbie 2023-2024
La Coupe de Serbie 2022-2023 est la 17e édition de la coupe nationale serbe. Elle prend place entre le 14 septembre 2022 et le 3 juin 2023.
Le vainqueur de la compétition se qualifie pour les barrages de qualification de la Ligue Europa 2023-2024.
L'Étoile rouge de Belgrade remporte la compétition en s'imposant en finale face au FK Čukarički sur le score de 2 buts à 1.

## Format
Un total de 37 équipes prennent part à la compétition. Cela inclut l'ensemble des 32 clubs des deux premières divisions serbes lors de la saison 2021-2022. Les cinq derniers clubs participants sont quant à eux les différents vainqueurs des coupes régionales de la saison 2021-2022.
L'intégralité des confrontations se jouent sur une seule manche. Avant les quarts de finale, aucune prolongation n'est disputée en cas d'égalité à l'issue du temps règlementaire, la rencontre étant alors directement décidée par une séance de tirs au but.
Le vainqueur de la coupe se qualifie pour les barrages de qualification de la Ligue Europa 2023-2024. Si celui-ci est déjà qualifié pour une compétition européenne par un autre biais, cette place qualificative est redistribuée par le biais du championnat.

## Tour préliminaire
Un tour préliminaire est disputé afin de réduire le nombre de participants à 32 dans la perspective des seizièmes de finale. Cette phase marque le début de la compétition et concerne en tout huit clubs, incluant quatre des cinq vainqueurs des coupes régionales ainsi que les équipes classées entre la 13e et la 16e place dans la deuxième division 2021-2022.
| Date              | Locaux                 | Score             | Visiteurs                |
| ----------------- | ---------------------- | ----------------- | ------------------------ |
| 14 septembre 2022 | OFK Bačka (D3)         | 2 - 2 (5 - 7 tab) | (D3) FK Kabel (en)       |
| 14 septembre 2022 | Mokra Gora (D4)        | 1 - 6             | (D2) Zlatibor Čajetina   |
| 14 septembre 2022 | FK Jagodina (D3)       | 1 - 0             | (D3) FK Timok (en)       |
| 14 septembre 2022 | Radnički Belgrade (D2) | 1 - 0             | (D3) Budućnost Dobanovci |

## Seizièmes de finale
Ce tour voit l'entrée en lice de l'ensemble des équipes restantes.
| Date              | Locaux                               | Score             | Visiteurs                     |
| ----------------- | ------------------------------------ | ----------------- | ----------------------------- |
| 28 septembre 2022 | Radnički Sremska Mitrovica (en) (D2) | 1 - 1 (2 - 0 tab) | (D1) Partizan Belgrade        |
| 29 septembre 2022 | Mačva Šabac (D2)                     | 0 - 2             | (D1) Étoile rouge de Belgrade |
| 12 octobre 2022   | FK Inđija (D2)                       | 0 - 2             | (D1) Napredak Kruševac        |
| 19 octobre 2022   | Železničar Pančevo (en) (D2)         | 3 - 0             | (D2) RFK Novi Sad (en)        |
| 19 octobre 2022   | IMT Belgrade (D2)                    | 2 - 1             | (D1) Radnički 1923            |
| 19 octobre 2022   | OFK Žarkovo (D4)                     | 1 - 1 (4 - 5 tab) | (D1) FK Kolubara              |
| 19 octobre 2022   | Mladost Novi Sad (en) (D2)           | 2 - 0             | (D1) Voždovac Belgrade        |
| 19 octobre 2022   | Radnički Belgrade (D2)               | 2 - 1             | (D1) Mladost Lučani           |
| 19 octobre 2022   | Javor Ivanjica (D1)                  | 0 - 0 (5 - 6 tab) | (D1) Radnički Niš             |
| 19 octobre 2022   | FK Jagodina (D3)                     | 1 - 2             | (D1) FK Novi Pazar            |
| 19 octobre 2022   | FK Loznica (en) (D2)                 | 1 - 2             | (D1) TSC Bačka Topola         |
| 19 octobre 2022   | Polet Ljubić (D3)                    | 0 - 1             | (D1) Radnik Surdulica         |
| 19 octobre 2022   | Rad Belgrade (D2)                    | 0 - 2             | (D1) Spartak Subotica         |
| 19 octobre 2022   | Zlatibor Čajetina (D2)               | 0 - 2             | (D1) FK Čukarički             |
| 19 octobre 2022   | FK Kabel (en) (D3)                   | 0 - 0 (4 - 5 tab) | (D2) Metalac Gornji Milanovac |
| 1er novembre 2022 | Grafičar Belgrade (D2)               | 1 - 1 (0 - 3 tab) | (D1) Vojvodina Novi Sad       |

## Huitièmes de finale
| Date            | Locaux                               | Score | Visiteurs                     |
| --------------- | ------------------------------------ | ----- | ----------------------------- |
| 9 novembre 2022 | Radnički Belgrade (D2)               | 1 - 2 | (D1) Radnik Surdulica         |
| 9 novembre 2022 | Vojvodina Novi Sad (D1)              | 2 - 1 | (D2) Mladost Novi Sad (en)    |
| 9 novembre 2022 | FK Novi Pazar (D1)                   | 2 - 1 | (D1) FK Kolubara              |
| 9 novembre 2022 | Radnički Niš (D1)                    | 3 - 0 | (D2) IMT Belgrade             |
| 9 novembre 2022 | TSC Bačka Topola (D1)                | 2 - 0 | (D2) Železničar Pančevo (en)  |
| 15 mars 2023    | Metalac Gornji Milanovac (D2)        | 0 - 2 | (D1) FK Čukarički             |
| 15 mars 2023    | Radnički Sremska Mitrovica (en) (D2) | 1 - 3 | (D1) Étoile rouge de Belgrade |
| 15 mars 2023    | Spartak Subotica (D1)                | 0 - 1 | (D1) Napredak Kruševac        |

## Quarts de finale
| Date       | Locaux                 | Score             | Visiteurs                     |
| ---------- | ---------------------- | ----------------- | ----------------------------- |
| 3 mai 2023 | Napredak Kruševac (D1) | 0 - 0 (2 - 4 tab) | (D1) Étoile rouge de Belgrade |
| 4 mai 2023 | Radnik Surdulica (D1)  | 0 - 1             | (D1) FK Čukarički             |
| 4 mai 2023 | TSC Bačka Topola (D1)  | 4 - 0             | (D1) FK Novi Pazar            |
| 4 mai 2023 | Radnički Niš (D1)      | 0 - 1             | (D1) Vojvodina Novi Sad       |

## Demi-finales
| Date        | Locaux                  | Score | Visiteurs                     |
| ----------- | ----------------------- | ----- | ----------------------------- |
| 17 mai 2023 | TSC Bačka Topola (D1)   | 0 - 3 | (D1) Étoile rouge de Belgrade |
| 18 mai 2023 | Vojvodina Novi Sad (D1) | 0 - 1 | (D1) FK Čukarički             |

Le match Vojvodina Novi Sad-FK Čukarički est d'abord joué le 17 mai 2023, mais est arrêté à la 32e minute (alors que le score est de 0-2) en raison de pluies diluviennes. Le match est rejoué le lendemain dans son intégralité.

## Finale
| Finale      | Étoile rouge de Belgrade (D1) | 2 - 1   | (D1) FK Čukarički | Stade Rajko Mitić, Belgrade |  |
| 3 juin 2023 | Aleksandar Pešić 61e 76e      | (0 - 1) | 21e Marko Docić   |                             |  |